# 데이미언 존슨
데이미언 존슨(Damien Johnson, 1978년 11월 18일, 북아일랜드 리즈번 ~ )은 북아일랜드의 전 축구 선수이다.